# Oxyvinia grata
Oxyvinia grata är en tvåvingeart som först beskrevs av Guilherme A.M.Lopes 1953.  Oxyvinia grata ingår i släktet Oxyvinia och familjen köttflugor.
Artens utbredningsområde är Ecuador. Inga underarter finns listade i Catalogue of Life.